# Dead Sara (album)
| Recensione     | Giudizio |
| -------------- | -------- |
| Allmusic       | [ 2 ]    |
| Sputnikmusic   | [ 3 ]    |
| Live-Metal.net | [ 4 ]    |

Dead Sara è l'album di debutto dell'omonimo gruppo alternative rock statunitense.

## Tracce
1. Whispers & Ashes – 3:51
2. We Are What You Say – 3:04
3. Weatherman – 4:21
4. Dear Love – 4:17
5. Monumental Holiday – 2:40
6. I Said You Were Lucky – 3:55
7. Face to Face – 4:30
8. Test on My Patience – 3:10
9. Timed Blues – 3:38
10. Lemon Scent – 4:22
11. Sorry for It All – 4:48

## Formazione
- Emily Armstrong - voce, chitarra
- Siouxsie Medley - chitarra
- Chris Null - basso
- Sean Friday - batteria

## Classifiche
| Classifica (2012) | Posizione massima |
| ----------------- | ----------------- |
| US Heatseekers    | 16                |